# Mount Currie, British Columbia
Mount Currie är ett berg i Kanada.   Det ligger i provinsen British Columbia, i den sydvästra delen av landet, 3 500 km väster om huvudstaden Ottawa. Toppen på Mount Currie är 2 591 meter över havet, eller 549 meter över den omgivande terrängen. Bredden vid basen är 6,3 km.
Terrängen runt Mount Currie är huvudsakligen mycket bergig.Närmaste större samhälle är Whistler, 19,7 km sydväst om Mount Currie. 
Trakten runt Mount Currie är permanent täckt av is och snö. Trakten runt Mount Currie är nära nog obefolkad, med mindre än två invånare per kvadratkilometer.